# Kwakzalverij

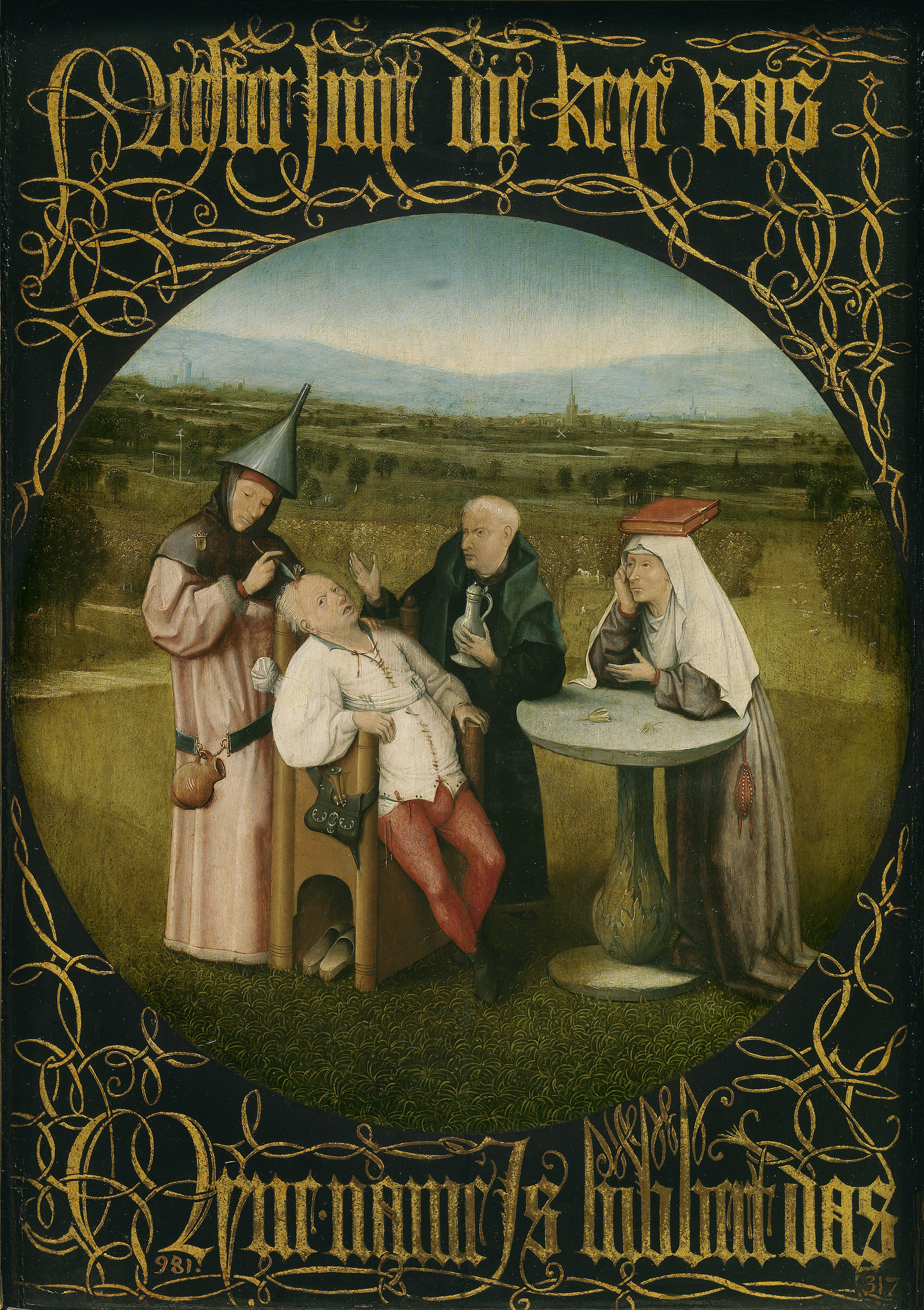
Jheronimus Bosch. De keisnijder.

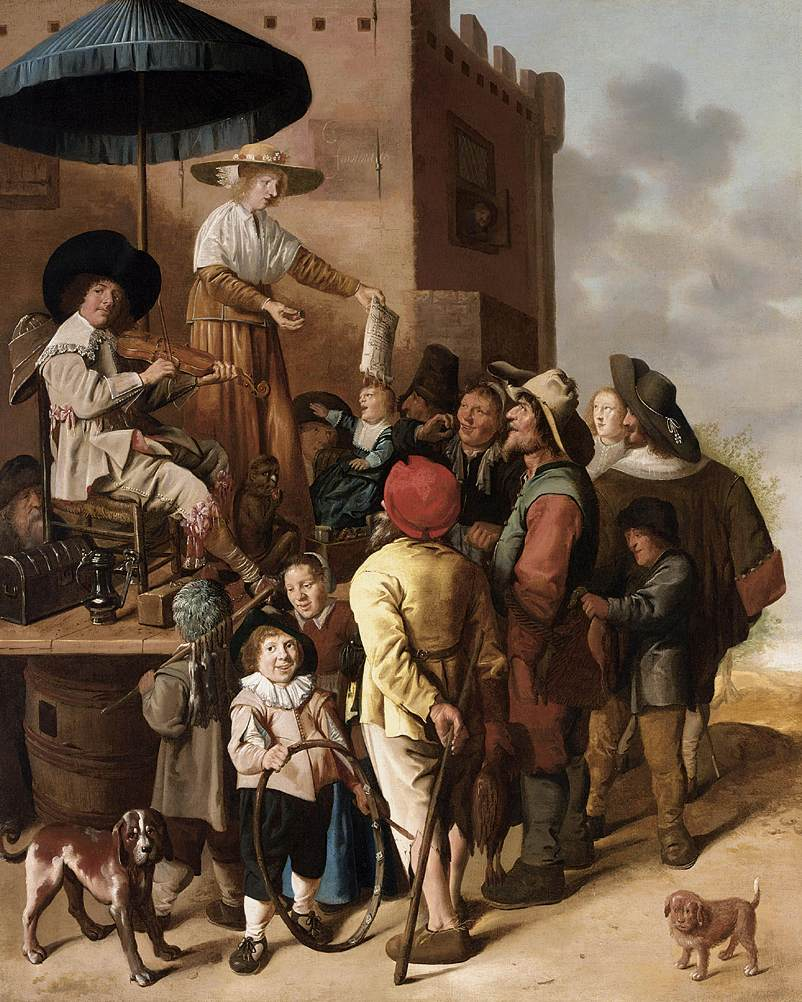
Jan Miense Molenaer. Een kwakzalver en zijn assistent.

Kwakzalverij is strikt genomen het onbevoegd uitoefenen van de geneeskunde. Ook het toepassen van betwiste medische handelingen door bevoegde artsen wordt wel als zodanig beschouwd. Kwakzalverij wordt veelal gezien als oplichterij. Iemand die kwakzalverij beoefent wordt kwakzalver of kwak  genoemd.

## Definities
De Nederlandse term 'kwakzalverij' bestaat al erg lang en de definities ervan lopen uiteen. Vrijwel alle definities refereren aan geneesmiddelen waarvan de klinische werkzaamheid onbewezen is, maar gaan niet uit van opzettelijke misleiding.
Een oude beschrijving van een kwakzalver is van de hand van Koerbagh in zijn boek Bloemhof van Allerley Lieflijkheyd (1668):
Hij is een landloopend geneesmeester of liever geneesswetser, die dapper onder 't voortbrengen van veel kwakken en klugten, swetsen en opsnyen kan by 't gemeene volk op de markten van de kragten van syn heel-smeer of salf, en roemen, dat hy der byna allerley kwaale mede geneesen kan.
De Van Dale Groot woordenboek van de Nederlandse Taal, 15e druk (2015) spreekt van: "[Iemand] die nutteloze middelen toepast ter genezing van de een of andere ziekte, of middelen beweert te kennen tegen alle mogelijke ziekten, ofwel [iemand] die zulke middelen, meestal met veel ophef, te koop aanbiedt. - onbevoegd beoefenaar van de geneeskunst."
De skeptische organisaties SKEPP en Skepsis verstaan onder kwakzalverij:
het toepassen van niet wetenschappelijk bewezen behandelingen door zowel artsen als niet-artsen.
Henriette Roscam Abbing, hoogleraar gezondheidsrecht aan de Universiteit Utrecht, legt in haar definitie van kwakzalvers de nadruk op het niet bonafide handelen: "een niet bonafide alternatieve behandelaar".
Het hof Amsterdam vatte de definitie gehanteerd door Vereniging tegen de Kwakzalverij samen als:
Elk beroepsmatig handelen c.q. het verlenen van raad of bijstand in relatie tot de gezondheidstoestand van mens of dier
1. dat niet gefundeerd is op toetsbare en voor die tijd logische dan wel empirisch-houdbare hypothesen en theorieën;
2. die actief onder het publiek worden verspreid (‘overpromotion’);
3. zonder dat toetsing binnen de beroepsgroep op effectiviteit en veiligheid heeft plaatsgevonden en;
4. die (veelal) zonder overleg met medebehandelaars wordt toegepast.

De Vereniging tegen de Kwakzalverij merkt zelf in haar bundel uitgegeven voor een congres over "Kwakzalverij in de twintigste eeuw" op dat de kwalificatie 'kwakzalver' geen beschuldiging van kwade trouw of oplichting inhoudt.

### Synoniemen
Synoniemen voor de term kwakzalver zijn:
charlatan, heggedokter, kakadoris, lapzalver, marktschreeuwer, medicaster, wonderdokter.

## Kwakzalverij versus geneeskunde
Het onderscheid tussen kwakzalverij, geneeskunde, experimentele geneeskunde, en protowetenschap is niet altijd even eenvoudig te maken; door voortschrijdend medisch inzicht kan een behandeling, indien nu toegepast, als kwakzalverij worden bestempeld, hoewel die behandeling vroeger legitiem was. Voorbeelden daarvan zijn uroscopie, de humorenleer, aderlaten en lobotomie. Het is ook mogelijk dat een eerder als kwakzalverij bestempelde behandeling legitiem wordt. Zo worden in verschillende ziekenhuizen madentherapie toegepast en bij sommige indicaties vindt wondbehandeling plaats met honing. De behandeling van posttraumatische stressstoornis met eye movement desensitization and reprocessing-therapie kreeg erkenning na gebleken resultaat.
Volgens de bovengenoemde drie organisaties heeft kwakzalverij meestal als doel om geld te verdienen, om het eigen ego te vergroten, of om macht over anderen te verkrijgen. Het is echter moeilijk onderscheid te maken tussen kwakzalvers die werkelijk frauduleus handelen, en degenen die misleid zijn over hun eigen vermogens. Bovengenoemde drie organisaties stellen dat kwakzalvers valse hoop verkopen aan kwetsbare en makkelijk te misleiden mensen die wellicht werkelijk lijden. Velen vinden de praktijken van de kwakzalver hogelijk onethisch. Aanhangers van de alternatieve geneeswijzen zien de term kwakzalverij als een neerbuigend en denigrerend oordeel omdat ze zichzelf nooit zouden beschrijven als kwakzalvers. Kwakzalverij is verder het oordeel over de onwerkzaamheid en onjuistheid van de behandelmethode of therapie van de alternatieve therapeuten.
Volgens bovengenoemde drie organisaties is een van de kenmerken van kwakzalverij dat een kwakzalver zelden een behandelingswijze laat varen, hoe vaak ook is aangetoond dat deze niet werkt of zelfs gevaarlijk is. Dat iets niet gebaseerd is op de nieuwste medische kennis, wordt door kwakzalvers meestal als een pre gebracht.

### Tuchtrecht
Binnen de geneeskunde bestaan duidelijke gedragsregels en een beroepsethiek die de grenzen aangeven van wat de arts mag beloven. Overtreding van deze regels kan leiden tot tuchtrechtelijke gevolgen voor de arts, in het ergste geval ontzetting uit het beroep en verwijdering van de arts uit het BIG-register in Nederland. Dit betekent dat de arts niet meer als geregistreerd arts werkzaam kan blijven en zijn werkzaamheden dus niet meer kan uitvoeren.
Sommige alternatieve beroepsverenigingen hebben ook een systeem van tuchtrecht. Zo heeft de Stichting Tuchtrecht Beroepen Natuurlijke Gezondheidszorg (TBNG) een systeem, dat als zwaarste tuchtrechtelijke maatregel kent de schorsing als registertherapeut, met aantekening van die schorsing in het register voor een periode van maximaal twee jaar en doorhaling in het register van een door de TBNG erkend registerinstituut. Bovendien is het de taak van de Inspectie Gezondheidszorg en Jeugd om in te grijpen wanneer de kwaliteit van de gezondheidszorg in gevaar komt.
In België is de Orde der artsen bevoegd voor het opvolgen van gedragsregels in het uitoefenen van de geneeskunde. De verschillende raden van de orde hebben disciplinaire bevoegdheden en kunnen tuchtmaatregelen opleggen aan artsen. De procedure voor het bepalen van eventuele tuchtmaatregelen is geheim.

## Geschiedenis

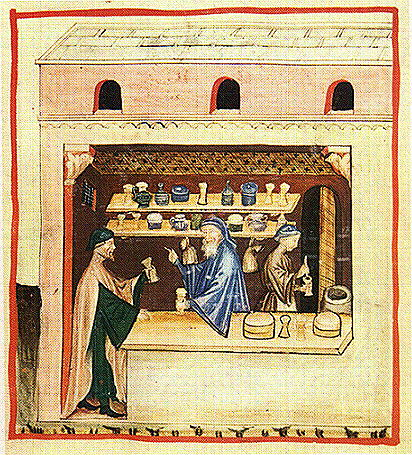
Theriak, illustratie in de Tacuinum sanitatis.

Kwakzalverij heeft door de gehele menselijk geschiedenis bestaan. Soms werd theater vermengd met medische handelingen, om verstrooiing voor het publiek te verzorgen en tevens de personen te genezen. De vermenging van kwakzalverij met werkelijke geneeskunst is in verschillende culturen opgetreden.
Gregorius van Tours verklaarde dat het schraapsel van grafstenen van heiligen een geneeskrachtige werking had. Ook schraapsel van heiligenbeelden en kerken zou geneeskrachtig zijn. Deze en soortgelijke praktijken worden ook wel gezien als bijgeloof.
In de middeleeuwen trokken vrije chirurgijns, gespecialiseerde chirurgijns (steensnijders = blaassteensnijders, staarstekers, tandentrekkers, etc), kwakzalvers en wonderdokters door het land. Deze verkochten allerlei vage middelen, poeders waaronder paddenbloed, theriak, Indische slangenolie en addergif. Ze deden ook enkele ingrepen. Zo beweerde de keisnijder dat hij een krankzinnige of iemand die aan hevige hoofdpijnen leed, kon genezen door ‘versteende horzels’ uit het hoofd te snijden. De gedachte hierachter was dat een daas via een oor in het hoofd was gekomen. De keisnijder maakte een snee in de hoofdhuid, en toverde vingervlug een meegebrachte steen tevoorschijn. De kwakzalvers kwam je het meest op het platteland tegen, gezien daar de minste opleiding mogelijk was. De scheidslijn tussen een minder goed opgeleide vrije meester en een kwakzalver is moeilijk te trekken. Kwakzalvers werden regelmatig op doek gezet (o.a. Jan Steen, Gerard Dou), maar ook in de kluchten werden ze regelmatig ten tonele gevoerd (o.a. Focquenbroch: Hans Keyenvresser, der hochdeutsche Quacksalber). Vaak waren ze van Duitse afkomst.

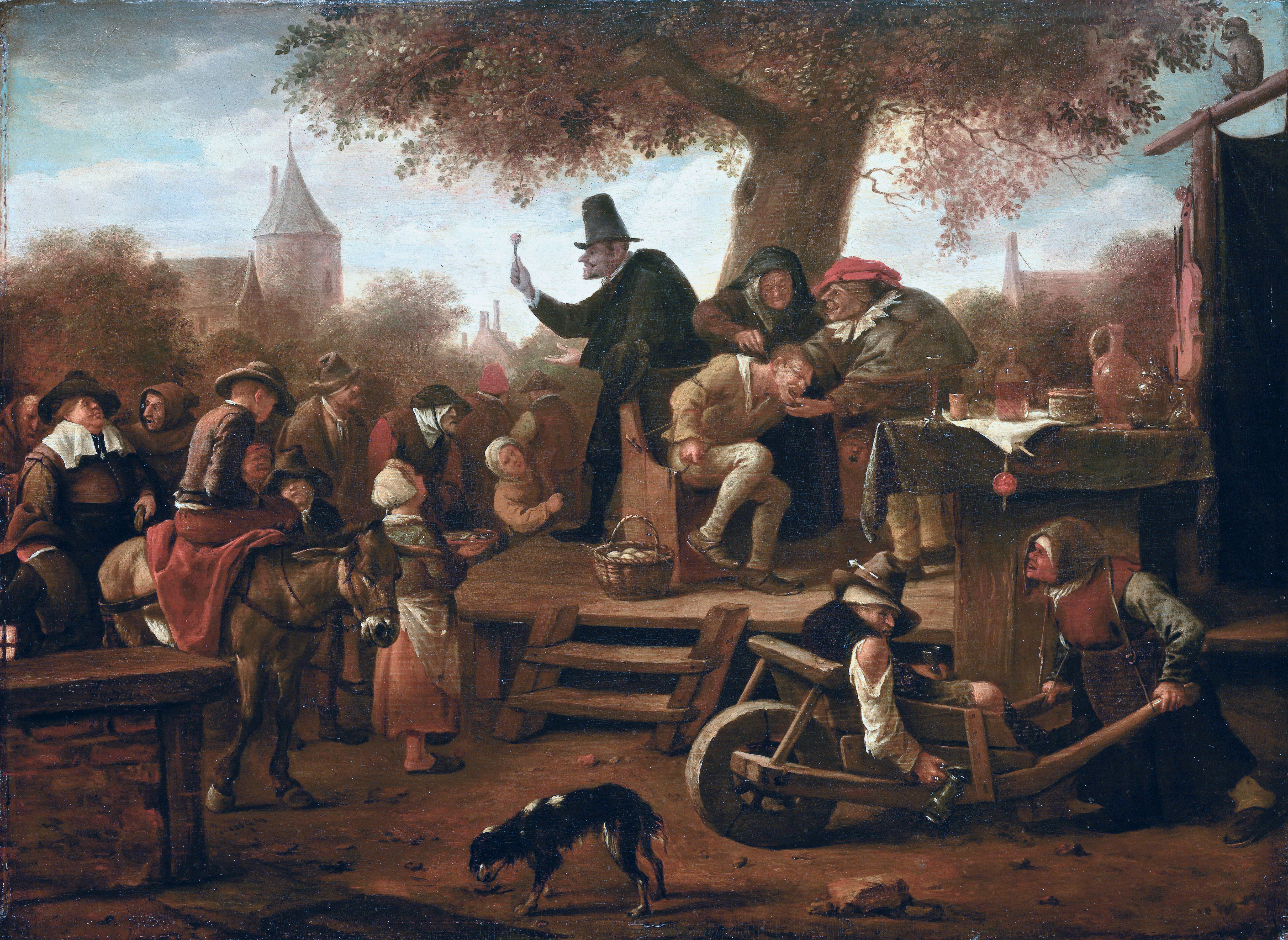
De kwakzalver, Jan Steen

In Nederland vielen de chirurgijns oorspronkelijk onder het gilde van barbiers, pantoffelmakers, klompenmakers en schaatsenmakers. Na 1550 kregen zij een eigen gilde dat ook vakonderwijs verzorgde in de vorm van anatomische lessen. Anderen die genezende activiteiten wilden uitoefenen, konden goedkeuring verkrijgen van het chirurgijnsgilde, ze werden zogeheten geprivilegieerde kwakzalvers. Een voorbeeld van een bekend 18e-eeuws kwakzalver was Peerken uyt Boekweitstro uit Onze-Lieve-Vrouw-Waver.
In de negentiende eeuw kwam op het grote publiek gerichte reclame voor gepatenteerde geneesmiddelen op. Dit werd tevens het "gouden tijdperk" voor de kwakzalverij. De "geneesmiddelen" bevatten soms ingrediënten, die bedoeld waren om de patiënt zich beter te laten voelen; stoffen die tegenwoordig als stimulerende middelen worden beschouwd. Veel van deze middelen bevatten ook stoffen waarvan nu bekend is dat ze zeer schadelijk zijn, zoals zware metalen. Ook werd water met opgeloste radioactieve verbindingen (bijvoorbeeld radiumzouten) verkocht als gezond.

## Moderne kwakzalverij

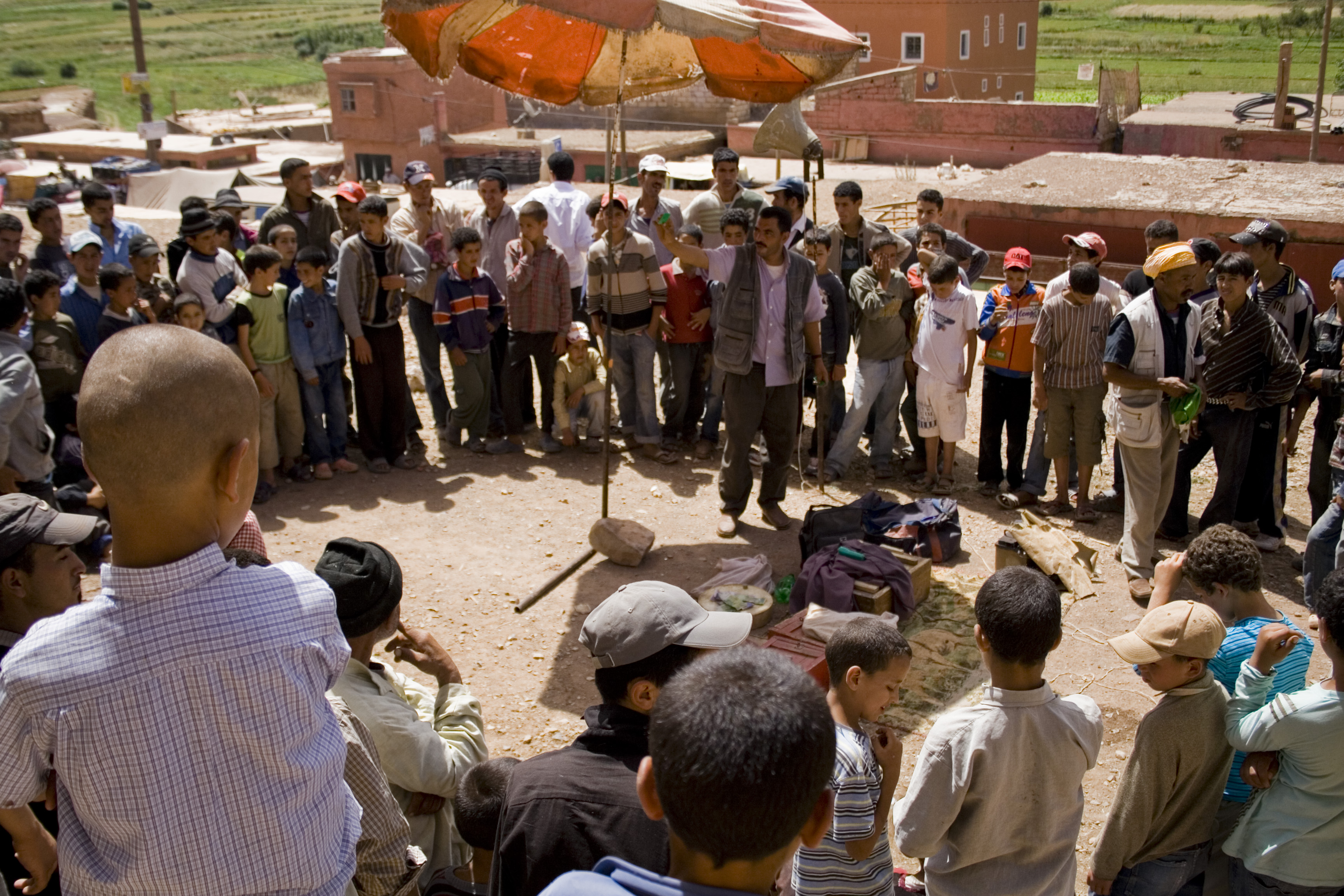
Een kwakzalver op de lokale markt van Tabant, Aït Bouguemez, Centraal-Marokko. Hij verkoopt kaartjes die mensen moeten beschermen als zij een slang tegenkomen

Moderne kwakzalverij komt onder andere voor in de vorm van met veel publiciteit verkochte wondermiddelen, of wonderdiëten, veelal gericht op gewichtsverlies, fitheid, haargroei, vergroten van de penis et cetera. De middelen werken niet en geven de slachtoffers valse hoop. In sommige gevallen worden zelfs magische of magnetische sieraden verkocht die tegen allerlei kwalen zouden helpen. Ook homeopathie is volgens velen een hedendaagse vorm van kwakzalverij.
Verder zijn er charismatische personen die een grote invloed uitoefenen op kwetsbare mensen, die door ondeugdelijke handelingen of middelen valse hoop wekken bij hun slachtoffers. Zo kan Jomanda naar eigen zeggen kraanwater zodanig instralen dat het effectief is tegen allerlei ongemakken of ziekten.
In 2004 kwam de zogenaamde Biostabil van Bruno Santanera in het nieuws; een sieraad dat een magneetje bevat dat fysieke en psychische problemen bij een mens zou oplossen. Het werd in Nederland verkocht door middel van televisiespotjes met Tineke de Nooij. De kritiek vanuit de media en het internet zou hebben geleid tot zwaar winstverlies voor de producent en verkoper.
In 2007 werd een aantal artsen permanent uit hun beroep gezet, omdat zij de actrice Sylvia Millecam met alternatieve geneeswijzen hadden behandeld en daarbij de werkelijke ziekte, borstkanker, hadden ontkend. Bij twee van deze artsen ging het niet om een incident. Het rapport uit 2004 van de Inspectie voor de Gezondheidszorg over deze zaak stelt "de casus M. is een casus vol voorbeelden van gevaarlijke kwakzalverij waaraan de Nederlandse burger bloot kan staan."

## Signalen die zouden wijzen op kwakzalverij
In een artikel over het aanbieden van groeihormoon als middel 'tegen het ouder worden' worden de volgende claims en misleidende verkooptechnieken genoemd als typisch deel van de tactieken van kwakzalvers:
1. Claims worden direct aan de media gericht, zonder bewijs dat er peer review heeft plaatsgevonden
2. Het werk van de aanbieder zou worden onderdrukt of genegeerd door de gevestigde wetenschap
3. Het gebruik van woorden als "wetenschappelijke doorbraak", "exclusief product", "geheim bestanddeel" of "eeuwenoude remedie".
4. Het stuk staat vol met getuigenissen en anekdotes
5. Eeuwenoude behandelingen en middeltjes zouden effectief zijn omdat ze de eeuwen hebben doorstaan
6. Pogingen om geloofwaardigheid te kweken: witte jassen, medische titulatuur, 'academies' en 'instituten'
7. Er worden geen bijwerkingen genoemd of de resultaten klinken te goed om waar te zijn
8. Simplistische redeneringen om leken om de tuin te leiden
9. Het gebruik van beroemdheden, en pogingen om zich te associëren met bekende bonafide wetenschappers
10. "De eerbiedwaardige medische traditie van off-label-gebruik": men claimt met het nieuwe gebruik van een bestaand middel niets anders te doen dan wat artsen doen die een middel voorschrijven voor een aandoening waarvoor dit niet is geregistreerd bij de toelatingsinstanties.
11. Er worden producten verkocht: websites en tijdschriften beweren onafhankelijke informatie te geven, maar gebruiken diezelfde informatie om hun producten te verkopen
12. Misleidende interpretaties van (gepubliceerde) onderzoeken of compleet onjuiste beweringen dat iets werkt
13. Disclaimers. Dit is op zichzelf geen bewijs van kwakzalverij, maar vaak bevatten folders en websites allerlei kleine lettertjes die precies het tegenovergestelde beweren van wat de tekst lijkt te zeggen. Er staan dan uitgebreide disclaimers dat de tekst geen medisch advies is en ook niet zo moet worden geïnterpreteerd.
14. 'Niet goed, geld terug'-garantie
15. "We staan aan jouw kant" (tegen de gevestigde instellingen, die de consument bepaalde informatie zouden onthouden om hun eigen belangen te beschermen).

Kenmerkend voor door kwakzalvers aangeraden middelen is de lange opsomming zeer uiteenlopende aandoeningen en kwalen waarvoor het middel genezing of verbetering belooft.

## Bestrijding van kwakzalverij
In Nederland is de Inspectie voor de Gezondheidszorg (IGZ) belast met het optreden tegen het onbevoegd uitoefenen van de geneeskunde. Dat is geregeld in de Gezondheidswet. De inspectie adviseert de regering en maakt bij zorgaanbieders gebruik van advies, stimulans, drang en dwang om te zorgen dat de regels worden nageleefd. In tientallen landen zijn organisaties actief die kritische informatie verstrekken over pseudowetenschappelijke beweringen en kwakzalverij. In Nederland zijn dat onder meer de Stichting Skepsis en de Vereniging tegen de Kwakzalverij. In België is dat SKEPP.

## Bekende kwakzalvers
Doorheen de geschiedenis zijn verschillende personen verdacht of beschuldigd geweest van kwakzalverij. In veel gevallen bleken deze beschuldigingen terecht, maar er zijn ook artsen en wetenschappers verdacht gemaakt van wie tegenwoordig is bewezen dat ze het bij het rechte eind hadden, zoals Ignaz Semmelweis (1818 – 1865) en Louis Pasteur (1822 – 1895). De onderstaande lijst bevat enkel personen wier geneeskundige theorieën in twijfel werden getrokken (onder meer door de Vereniging tegen de Kwakzalverij):
- Johan Borgman
- Gerard Croiset
- Herman Le Compte
- James George Defares
- George Gurdjieff
- Greet Hofmans
- Jomanda
- Cornelis Moerman
- Peter op de Beeck
- Daniel David Palmer
- Peter Popoff
- Oral Roberts
- Klazien Rotstein-van den Brink
- Jules Samuels
- Bruno Santanera
- Maria Sickesz
- Staphorster Boertje
- Mellie Uyldert
- Willem van de Moosdijk
- Alfred Vogel
- Jan Zijlstra

### Tegen kwakzalverij
- Inspectie Gezondheidszorg en Jeugd, onderdeel van het ministerie van Volksgezondheid, Welzijn en Sport
- Vereniging tegen de Kwakzalverij
- Stichting Skepsis
- SKEPP - Studiekring voor Kritische Evaluatie van Pseudo-wetenschap en het Paranormale

### Overige
- Website van de Stichting IOCOB. Deze stichting houdt een keurmerksysteem bij van de alternatieve geneeswijzen